# Herb Dębna
Herb Dębna – jeden z symboli miasta Dębno i gminy Dębno w postaci herbu.

## Wygląd i symbolika
Herb przedstawia na czerwonej tarczy złotego lwa wspiętego zwróconego w heraldycznie prawą stronę. Oko, pazury oraz jęzor lwa są niebieskie. Tarczę herbową wieńczy żółta corona muralis z trzema identycznymi wieżami oraz zamkniętą bramą pośrodku.
Herb nawiązuje do rodowego herbu Katarzyny Brunszwickiej – założycielki miasta.

## Historia
Herb gminy Dębno ustalono w 1996 roku.